# Greencastle (Pennsylvanie)
Greencastle est un borough situé au sud du comté de Franklin, en Pennsylvanie, aux États-Unis,. En 2010, il comptait une population de 3 996 habitants. Le borough est incorporé le 25 mars 1805.

## Démographie
Lors du recensement de 2010, le borough comptait une population de 3 996 habitants. Elle est estimée, en 2019, à 4 052 habitants.